# Micromeria rivas-martinezii
Espèce
Classification phylogénétique
Statut de conservation UICN

 CR  : 
En danger critique
Micromeria rivas-martinezii est une espèce de petite plante rare de la famille des Labiatae. Elle est endémique de l'île de Tenerife, l'une des îles Canaries. 

## Histoire

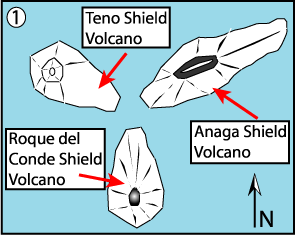
Les trois îles à l'origine de la formation de Tenerife : Micromeria rivas-martinezii s'est développée sur Anaga, la plus ancienne des trois.

Une étude phylogénétique des Micromeria a permis de démontrer que ce genre, bien que monophylétique, s'est divisé en deux sous-genres, l'un propre à l'Espagne et au Maroc, l'autre aux Îles Canaries comprenant Tenerife. Le sous-genre des Îles Canaries peut lui-même être divisé en trois grâce à l'analyse des cluster de gènes. Micromeria rivas-martinezii appartient au cluster des trois espèces présentes sur la paléo-île d'Anaga, avec M. glomerata et M. teneriffae. La diversification des Micromeria sur Tenerife s'explique par l'histoire géologique de l'île, jadis composée de trois îles qui se sont regroupées (Anaga, Adeje et Teno). Le cluster auquel appartient M. rivas-martinezii est d'abord arrivé sur l'île d'Anaga, la plus ancienne, d'où il s'est diversifié. Cette histoire géologique mouvementée explique en grande partie le haut niveau d'endémisme des plantes observées sur Tenerife, y compris celui de Micromeria rivas-martinezii.

## Protection et menaces
Au sein du genre Micromeria, M. rivas-martinezii est l'une des deux espèces listées en danger critique d'extinction par l'UICN, avec M. glomerata. Son emploi comme plante médicinale a sans doute contribué à la raréfier.